# Gonomyia (Leiponeura) cervaria
Gonomyia (Leiponeura) cervaria is een tweevleugelige uit de familie steltmuggen (Limoniidae). De soort komt voor in het Neotropisch gebied.